# La guerra de los mundos (radio)
"Guerra de los Mundos" (en inglés: "The War of the Worlds") es un episodio de radio de la serie dramática "The Mercury Theatre on the Air", dirigida y narrada por el actor y futuro director de cine Orson Welles. Es una adaptación de la novela "La guerra de los mundos" de Herbert George Wells de 1898. Se emitió en directo como un episodio de Halloween, a las 8 PM un domingo del 30 de octubre de 1938.
El episodio es famoso por demostrar el poder de los medios de comunicación, ya sea porque causó el pánico en su audiencia o por el fenómeno posterior de la creación del mito que millones de estadounidenses se asustaron con la invasión de extraterrestres.

## Antecedentes

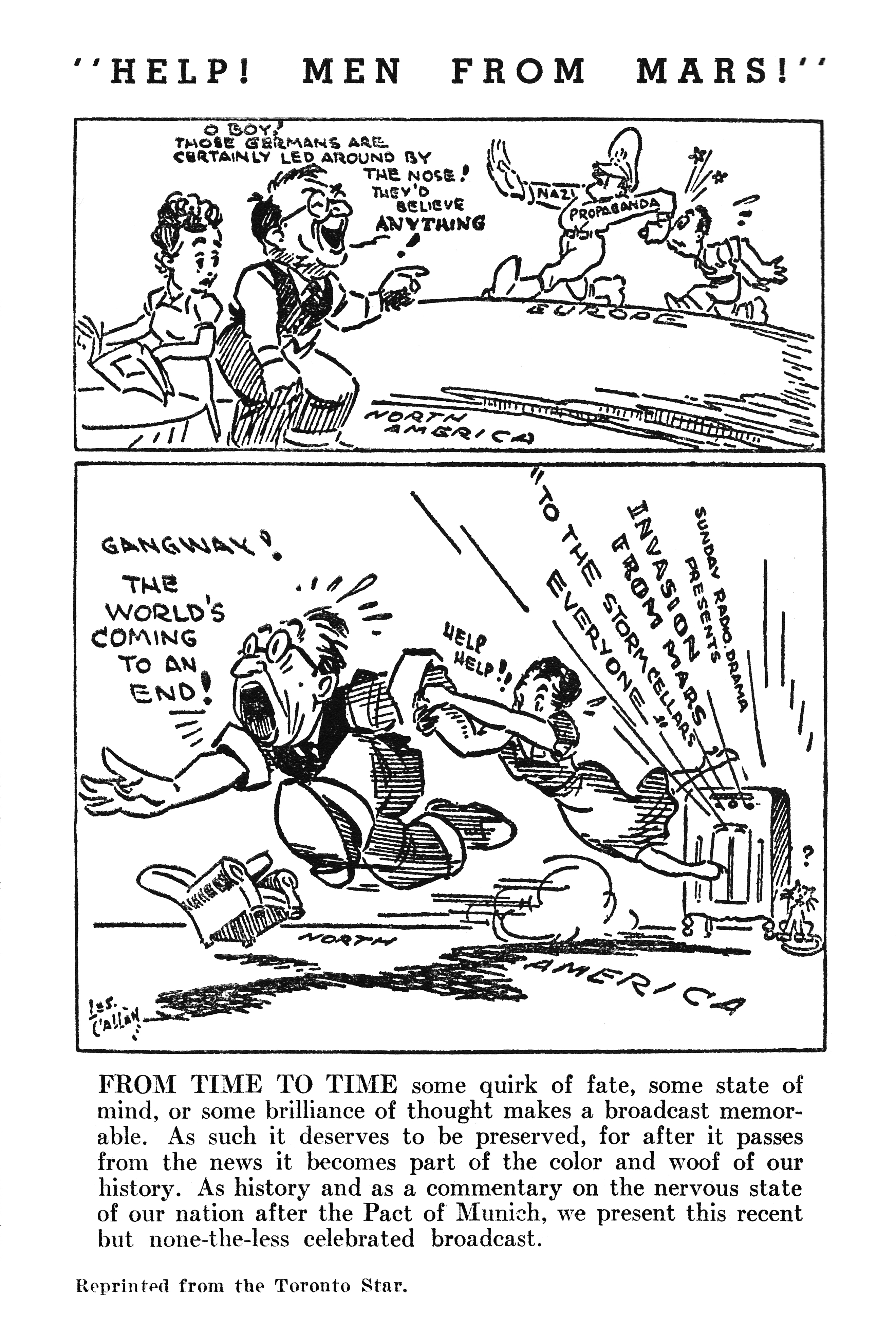
Radio Digest reimprimió la viñeta del periódico canadiense Toronto Star en febrero de 1939. Donde, "La guerra de los mundos", era "como un aviso del estado nervioso de nuestra nación después del Pacto de Munich".

En otoño de 1938, en Estados Unidos los medios de comunicación hablaban de la constante amenaza del nazismo que crecía en Europa. En octubre, tras los Acuerdos de Múnich, Alemania ocupa los Sudetes. La sociedad estadounidense empezaba a salir de la crisis mundial de la Gran Depresión. La televisión estaba en fase experimental, pero en Estados Unidos la radio era el medio por ondas más popular, con programas de comedias, dramas o actualidad.
El joven Orson Welles había adquirido cierto prestigio interpretando en la radio algunas obras clásicas como Los miserables. En julio de 1938, la red de emisoras Columbia Broadcasting System (CBS) le ofreció realizar un programa semanal en la cadena dramatizando más obras. De este modo, junto con el guionista Howard Koch, que escribiría más tarde el guion de la película Casablanca, adaptaba novelas clásicas para la radio como Drácula, La Isla del Tesoro, Julio César o El Conde de Montecristo y Welles las interpretaba. El domingo anterior a la emisión La guerra de los mundos, se interpretó La vuelta al mundo en 80 días.
El grupo de Welles, Koch y otros colaboradores, que formaban The Mercury Theatre, decidió adaptar la novela de H. G. Wells La guerra de los mundos. Si la original se situaba en la Inglaterra victoriana, ahora sería en los Estados Unidos de 1938, en Nueva Jersey, en el pequeño pueblo de Grover's Mill perteneciente al municipio de West Windsor. La novela original era una crítica a la sociedad conservadora británica y cómo quería expandir el imperio británico a toda costa.
Welles tenía 23 años, y en los días previos a la emisión de la dramatización, creía que los habituales oyentes de sus dramatizaciones semanales iban a encontrar aburrida una historia tan poco probable.

## Emisión del programa
“Hoy sabemos que en los primeros años del siglo XX nuestro mundo estaba siendo observado por unos seres más inteligentes que el hombre y, sin embargo, igual de letales”
Orson Welles
Comienzo de La guerra de los mundos

La introducción del programa explicaba que se trataba de una dramatización de la obra de ciencia ficción de H. G. Wells; en el minuto 40:30 aparecía el segundo mensaje aclaratorio, seguido de la narración en tercera persona de Orson Welles.

En la emisión de "La guerra de los mundos", Welles interpretaba al profesor Pierson, el científico que explicaba lo ocurrido, mientras que también participaba un actor como el periodista Carl Philips. 

Señoras y señores, les presentamos el último boletín de Intercontinental Radio News. Desde Toronto, el profesor Morse de la Universidad de McGill informa que ha observado un total de tres explosiones del planeta Marte entre las 7:45 P.M. y las 9:20 P.M.
Orson Welles , interrumpiendo con las primeras noticias.
"La guerra de los mundos"

De inmediato pasaban a la banda de música, una adaptación de la obra Stardust interpretada por "Ramón Raquello and his Orchestra", se suponía desde el "Hotel Park Plaza" de Nueva York, y la interrumpían para informar de la ficticia invasión extraterrestre.

Señoras y señores, esto es lo más terrorífico que nunca he presenciado... ¡Espera un minuto! Alguien está avanzando desde el fondo del hoyo. Alguien... o algo. Puedo ver escudriñando desde ese hoyo negro dos discos luminosos... ¿Son ojos? Puede que sean una cara. Puede que sea...
Carl Philips desde Grover's Mill, Nueva Jersey.
"La guerra de los mundos"

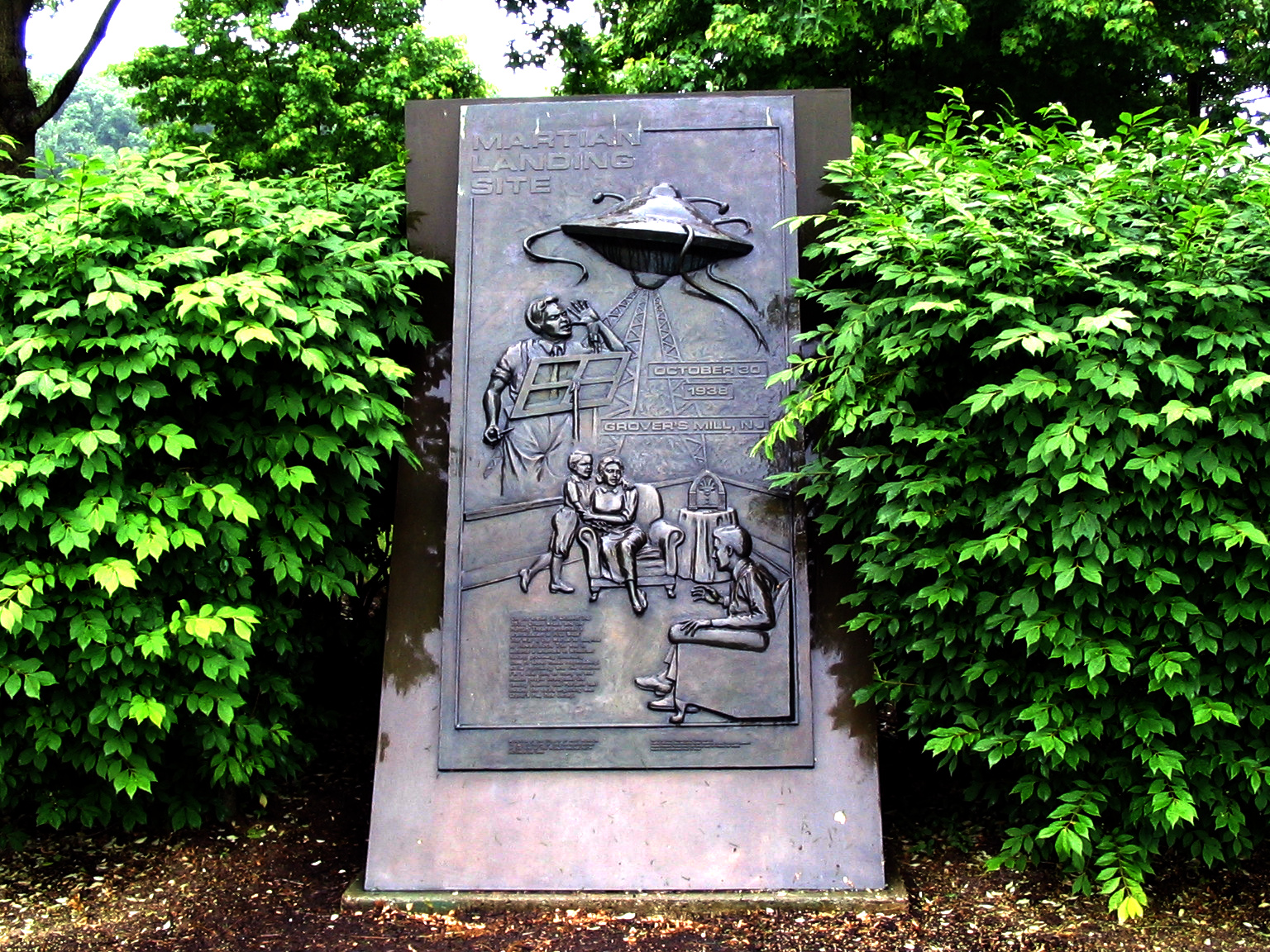
Placa en honor al punto de aterrizaje de los invasores alienígenas de La guerra de los mundos, en el parque Van Nest Park de Grover's Mill, municipio de West Windsor, Nueva Jersey.

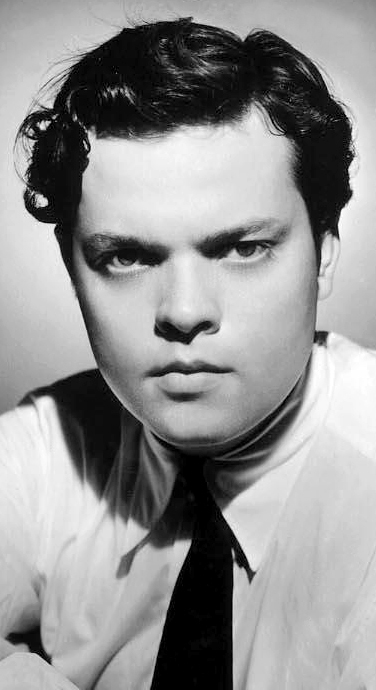
Orson Welles, foto de 1937, publicada en la prensa después del polémico drama de La guerra de los mundos.

Los hechos se relataron de tal forma que lo que parecía un programa de variedades, con música en directo, se veía interrumpido con falsas noticias, con ficticios reporteros como Carl Philips, narrando la caída de meteoritos. Estos meteoritos eran los transportes de naves marcianas que derrotarían a las fuerzas norteamericanas usando una especie de «rayo de calor» y gases venenosos. Los invasores eran descritos como unos seres de “extraño aspecto”, con “boca en forma de V” y babeante, tentáculos que no paran de moverse, respiración dificultosa, movimientos lentos y ojos inmensos”.

“Mientras tanto, conservando nuestra fe en Dios, cada uno de nosotros debe continuar cumpliendo con sus deberes, de suerte que nos sea posible oponer a ese enemigo destructor una nación unida, valiente y consagrada a conservar la supremacía humana en esta tierra”.
Ficticio Secretario de Estado de los Estados Unidos.
"La guerra de los mundos"

El programa duró casi 59 minutos. Los primeros cuarenta correspondieron al falso noticiario, que terminaba con el locutor en la azotea de la CBS falleciendo a causa de los gases y seguía con la narración en tercera persona del profesor Pierson, que describía la muerte de los invasores.

“Una llamarada ha brotado del espejo y se dirige a los hombres que avanzan. ¡Los ha alcanzado! ¡Dios mío, los ha fulminado!”
Carl Phillips, antes de morir en el frente de batalla.
"La guerra de los mundos"

Al final, Welles se despedía recordando que todo había sido una broma de la noche de Halloween, antes de anunciar las tres dramatizaciones para el domingo siguiente de tres novelas cortas.

“Hasta la vista a todo el mundo y recuerden, por favor, durante un día o algo así, la lección terrible que aprendieron esta noche. Ese invasor globular, reluciente, que apareció haciendo muecas en las salas de sus casas, es sólo un habitante de la imaginación; y, si llega a sonar el timbre de su puerta y no ven a nadie allí, no crean que fue un marciano… fue el genio travieso que aparece la víspera de Todos los Santos”
Orson Welles, en el final de la emisión.
"La guerra de los mundos"

## Reacción pública
"Radioyentes aterrorizados toman una obra de teatro bélica como algo real. Muchos huyen de sus casas para escapar de la "invasión de gas marciana. Llamadas telefónicas inundan a la policía durante la emisión de la fantasía de Welles. RADIO DRAMA BÉLICO CREA EL PÁNICO".
Fragmento de la portada del The New York Times.
31 de octubre de 1938

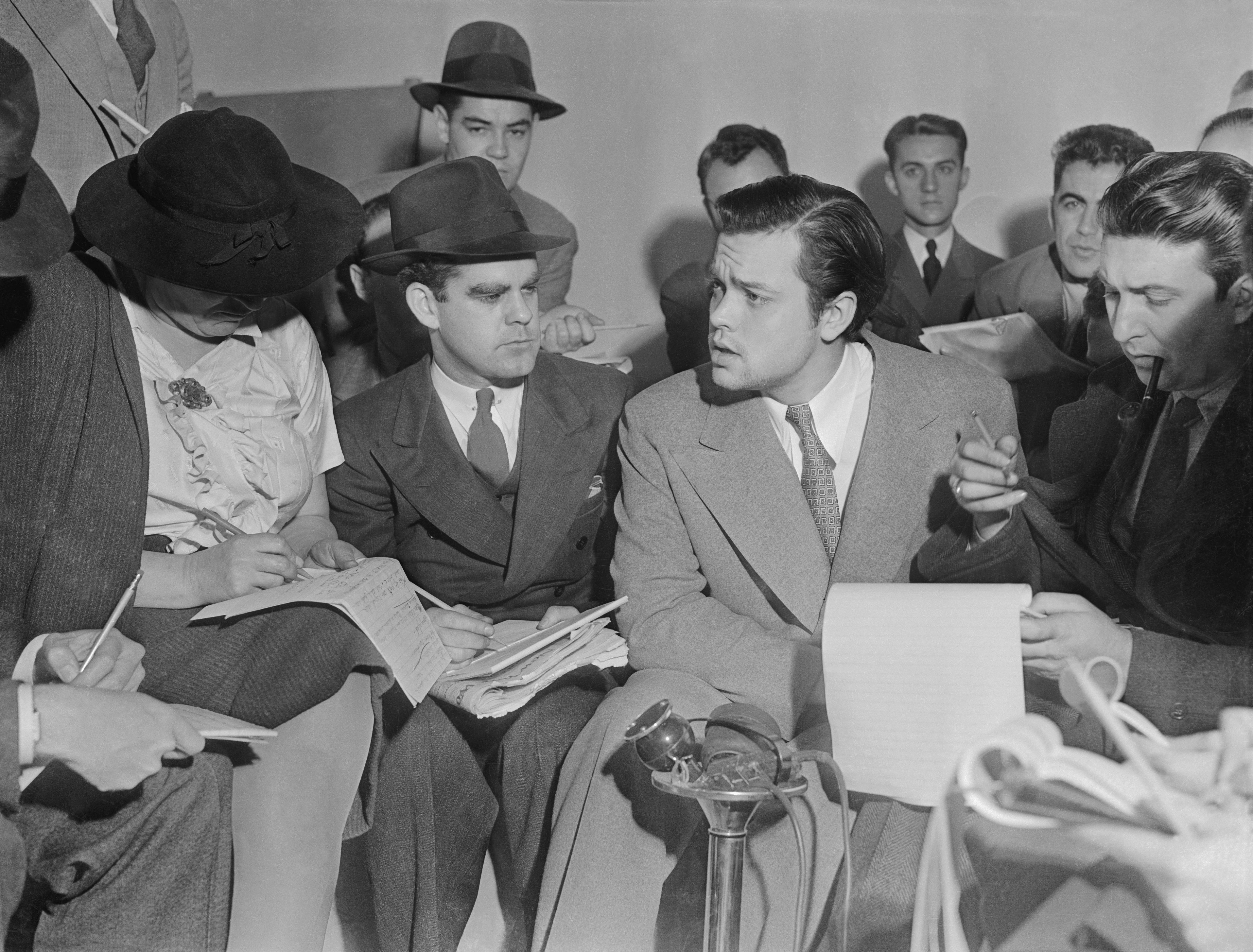
Orson Welles en un encuentro con la prensa al día siguiente de la emisión, diciéndoles que nadie relacionado con la emisión tenía idea de que causaría el pánico.

Los oyentes que sintonizaron la emisión y no escucharon la introducción pensaron que se trataba de una emisión real de noticias, lo cual provocó el pánico en las calles de Nueva York y Nueva Jersey (donde se habrían originado los informes). La Comisaría y las redacciones de noticias estaban bloqueadas por las llamadas de oyentes aterrorizados que intentaban protegerse de los ficticios ataques de los marcianos. Al día siguiente saltaron protestas exigiendo responsabilidades, la cabeza de Orson Welles y una explicación, de modo que el propio Welles pidió perdón por la broma de Halloween, considerada una burla por los oyentes.

“Durante la noche del 30 de octubre de 1938, miles de estadounidenses fueron presa del pánico mientras escuchaban una emisión que describía la invasión de nuestro planeta por los marcianos. Probablemente, jamás se ha visto tanta gente súbita e intensamente conmocionada en calles y paseos de todas las localidades del país como durante la noche en cuestión”.
Hadley Cantril
La invasión desde Marte. Estudio de la psicología del pánico (1940).

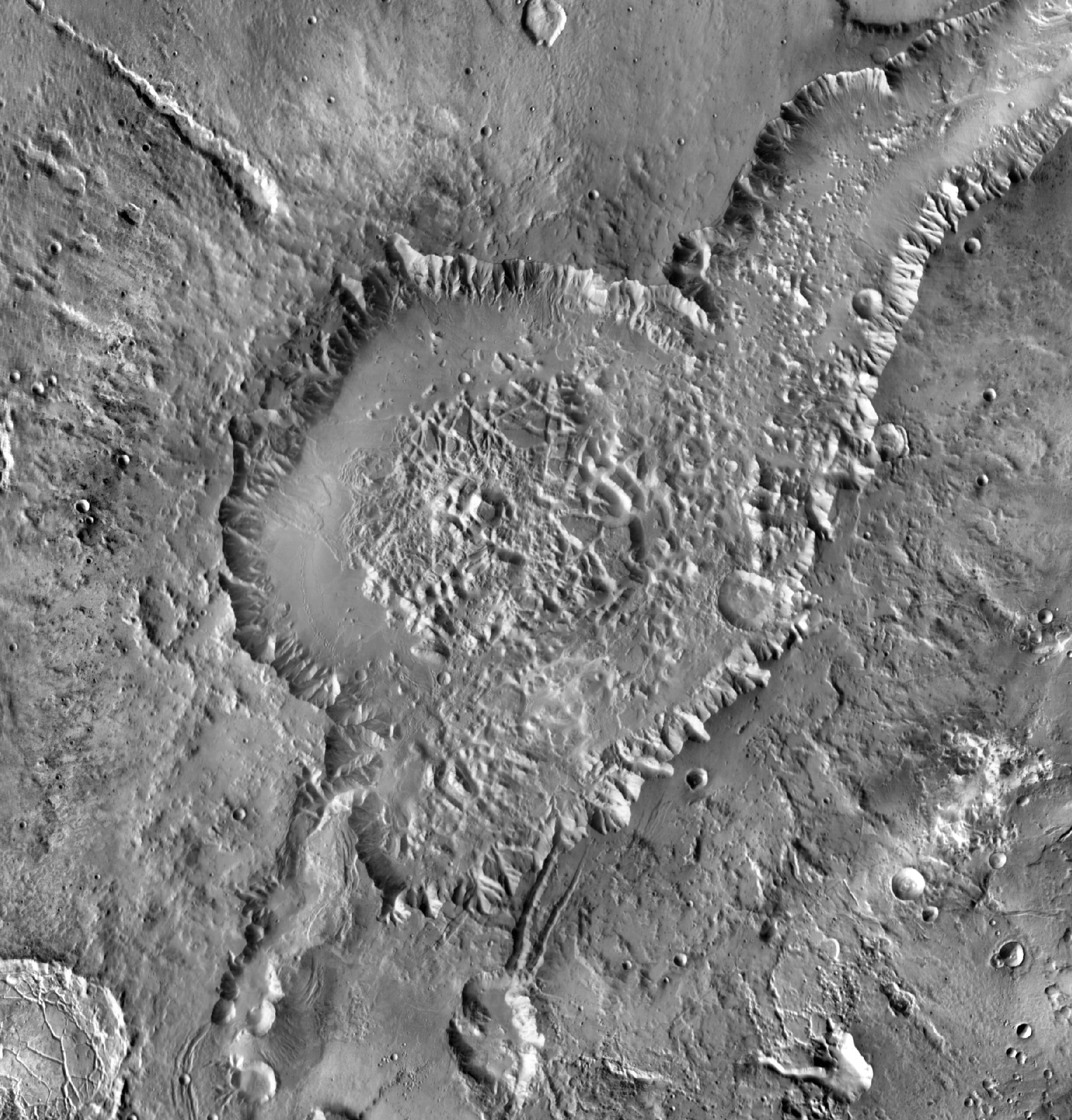
Foto de la NASA del cráter Orson Welles en Marte. El cráter se nombró en honor a Welles y la invasión marciana de "La guerra de los mundos".

La histeria colectiva demostró el poder de los medios de comunicación de masas, y este curioso episodio también catapultó a la cima la carrera de Welles.
No obstante, estudios posteriores mitigan o reducen impacto real del pánico que pudo ser exagerado. En la publicación de la Universidad de Princeton dirigido por Handley Cantril, La invasión desde Marte, concluye que 1,7 millones de estadounidenses creyeron en el desembarco alienígena y 1,2 millones de personas “se asustaron o fueron perturbados”. Sin embargo, sociólogos durante las últimas décadas, como Robert Bartholomew de la Universidad James Cook, afirman que la extensión del pánico tal como se relató en la obra de Cantril y fue "enormemente exagerada". Por ejemplo, Cantril solo entrevistó para su trabajo a 135 personas. Aunque, no obstante, no se pone en duda que es posible que decenas de miles de personas en Nueva Jersey y Nueva York estuvieran en verdad asustadas.
Los sociólogos apuntan al poder de los medios de información, no como el causante de la histeria de masas por la retransmisión del ataque de Welles, sino como los creadores del mito posterior de que una gran parte de la población se tomó en serio la invasión alienígena.

## Adaptaciones posteriores

### La tragedia de Radio Quito
El sábado 12 de febrero de 1949 en la ciudad de Quito, en Ecuador, se llevó a cabo una adaptación similar a Welles, en Radio Quito.
Los primeros días de febrero, el periódico ecuatoriano El Comercio, publicó notas breves donde informaba de extrañas apariciones en el cielo de Quito. El periódico era dueño de Radio Quito, ambos compartían edificio en el centro de la ciudad. La idea surgió del director de Radio Quito, Leonardo Páez Maldonado, junto al actor experto en radionovelas Eduardo Alcaraz (nombre artístico de Alfredo Vergara Morales).
Un locutor interrumpió la transmisión de un número musical en vivo del Dúo Benítez-Valencia para informar sobre un objeto volador desconocido sobre las Islas Galápagos, y más tarde, que un platillo volador había descendido en las afueras, en Cotocollao, en ese entonces una parroquia rural. Los actores hablaban a través de un vaso para distorsionar su voz, y se oían supuestas órdenes militares de fondo y mensajes provenientes de otras emisoras avisaban del peligro de una nube de gas venenoso que se acercaba.
La transmisión no duró más de 20 minutos, hasta que la gente descubrió la verdad. Se produjo una agitación popular; primero tiraron piedras y ladrillos contra la sede; luego, alguien lanzó gasolina y fuego, generando un gran flagelo. Los aceites de la imprenta del periódico, sumados al papel, hicieron que el incendio tomara fuerza. La policía, viendo que se trataba de una burla, no socorrió a los artistas, periodistas y personas del edificio, quienes intentaron ponerse a salvo saltando al techo de otro edificio.
Cinco personas murieron entre las llamas. Los daños se calcularon en 8 millones de sucres, muy por encima de los 2,5 millones del seguro. Varios se suicidaron debido al susto. Esto fue publicado por el periódico después de la tragedia.
Radio Quito estuvo fuera del aire durante dos años, reanudó su transmisión el 30 de abril de 1951.

### Otras adaptaciones
Muchos años después, en 1998 y con motivo del 60.º aniversario de la histórica transmisión de La guerra de los mundos, dos emisoras, una en Portugal y otra en México, emularon a Orson Welles transmitiendo de nuevo una versión contemporánea, con los mismos resultados entre los radioyentes, sesenta años después. En México, la emisora de radio XEART, la señal 152 en el estado central de Morelos, transmitió una de las versiones, producida y adaptada por el divulgador científico mexicano Andrés Eloy Martínez Rojas, con gran éxito. El gobierno de México procedió, ante los rumores generados, a una búsqueda exhaustiva de los restos de un supuesto meteorito.
El escritor Arthur C. Clarke, en su libro 2001: Una odisea en el espacio de 1966, asegura que para el año 2001, se habrán realizado ya dos versiones más de la historia.
La afamada serie animada de Nickelodeon, Hey Arnold emitió en 1997 un episodio de noche de brujas basado en el acontecimiento de 1938, en el que, a modo de broma de Halloween los protagonistas: Arnold y Gerald conectan un micrófono a la radio de la casa de huéspedes del abuelo de Arnold y describen una invasion marciana a la ciudad en plena fiesta, sin percatarse que la televisión publica captó también estos informes que toma como verdaderos provocando pánico y paranoia masiva, empeorado por el hecho que la banda de Arnold se había disfrazado de extraterrestres con motivo de la noche de Brujas y que por accidente provocan un corte eléctrico en toda la ciudad.
Más tarde, en 2005 la emisora chilena Rock & Pop adaptó el radioteatro, durante toda una jornada de programación, con motivo del estreno de la película homónima durante ese año.
En 2008, Radio Nacional de España elaboró una representación en el Teatro Mira de Pozuelo de Alarcón en el 70 aniversario de su primera emisión, contando con el apoyo de varias emisoras: Cadena Ser, Cadena Cope, Onda Cero, Punto Radio, Radio Intereconomía y Onda Madrid. Una década después, Radio Clásica (RNE) emitió una adaptación en el programa "La noche transfigurada", dirigida por Daniel Quirós, con la participación especial del actor español Imanol Arias, ambientada en 1948.
En 2013, con motivo de los 75 años de la transmisión de La guerra de los mundos, Radio Bio-Bio, en Chile, su cadena local de Valparaíso, procedió a realizar una adaptación del radioteatro, con los permisos de la familia del dramaturgo Howard Koch autor del guion original.

## En la cultura popular
- La película para la televisión, The Night That Panicked America, se emitió en la cadena ABC, un 31 de diciembre de 1975. Cuenta, con algunas licencias artísticas, la historia de la emisión de Welles de 1938 desde el punto de vista de como crean la emisión en directo y, por otro lado, la reacción de los diferentes oyentes.
- El álbum "Jeff Wayne's Musical Version of The War of the Worlds" lanzado a la venta en 1978, adapta la historia de "La guerra de los mundos" y añade fragmentos y elementos de la versión de Welles.
- En Halloween de 1994, la cadena de televisión CBS estrenó el falso documental "Sin advertencia". Una película, con el nombre de Sin advertencia, se ve interrumpida en numerosas ocasiones por las noticias ficticias del impacto de tres meteoritos con presentadores de noticias de la cadena. El estreno provocó docenas de llamadas a la emisora.[13]
- El 7 de septiembre de 1996, el anuncio de la película de ciencia ficción Independence Day en la cadena española Telecinco, simulaba ser un especial informativo. Una locutora informaba de la aparición de gigantescas naves extraterrestres sobre varias grandes ciudades de Estados Unidos, junto a espectaculares imágenes del filme. Y aunque estaba sobreimpresionado en la imagen la palabra "telepromoción" para dar a entender que era un anuncio, muchos televidentes llamaron para preguntar si eran hechos reales.[14]